# イオン七戸店
イオン七戸店（イオンしちのへてん）は、青森県上北郡七戸町笊田川久保にあるイオンリテール株式会社が運営を行っていたGMSである。

## 概要
1994年10月4日にジャスコ七戸店として開店。青森県の県南地方では初出店のジャスコ店舗である。平屋建てで、ジャスコとしては比較的小規模な店舗である。
一時期食料品売り場で24時間営業を行っていた。
2011年3月1日、イオングループの再編によって屋号がイオン七戸店に変更されたが、店舗の看板は閉店までジャスコのままだった。
2011年6月26日に町内の東北新幹線七戸十和田駅周辺にイオンリテールがGMS形態のイオン七戸ショッピングセンターを開店予定だったが、東日本大震災の影響により資材の調達が遅れるため、同年9月17日に延期となった。またそれにともない、同SC開業後、2km程度しか離れていない当店舗については、当初はそのまま営業する予定であったが、後日、8月31日に閉店することを発表。同日、営業を終了し、事実上移転した。

## 周辺
- 南部縦貫本社（旧、南部縦貫鉄道七戸駅）
- 十和田観光電鉄（十鉄バス）七戸案内所
- カケモ七戸店
- 薬王堂七戸店
- ホームセンターかんぶん七戸店